# القارب (فلم 1921)
القارب (بالإنجليزية:The Boat) هو فيلم أمريكي كوميدي صامت قصير أنتج في سنة 1921، بطولة باستر كيتون وإخراج وتأليف كيتون وإدوارد إف كلاين.

## طاقم التمثيل
- باستر كيتون
- إدوارد إف كلاين
- سيبيل سيلي

## وصلات خارجية
- القارب على موقع IMDb (الإنجليزية)
- القارب على موقع روتن توميتوز (الإنجليزية)
- القارب على موقع ألو سيني (الفرنسية)
- القارب على موقع فيلمافينيتي (الإسبانية)
- القارب على موقع قاعدة بيانات الفيلم (الإنجليزية)
- القارب على موقع ليتربوكسد (الإنجليزية)
- القارب على موقع كينوبويسك (الروسية)
- الفيلم القصير The Boat متوفر للتحميل من موقع أرشيف الإنترنت [المزيد]